# Lista över Inu Yasha-kapitel
Detta är en lista över kapitlen i den svenska utgivningen av mangaserien Inu Yasha baserad på den svenska officiella översättningen av Egmont Kärnan. Anime-episoderna står på engelska eftersom de inte sänts i Sverige. Mangan börjar om på kapitel nr 1 i varje volym men här börjar kapitelnumreringen vid nr 1 i volym 1 och fortsätter fram tills mangan är slut. På vissa ställen är anime-episoderna inte i ordning men detta beror på att Sunrise, som producerar episoderna, ändrat om ordningen så att det som egentligen kommer före i mangan kommer senare i animen.

## Volymer

### Volym 1
| Kapitel | Volym info |
| --- | --- |
| 1. Den förseglade pojken | Utgiven: 2005 Översättning: Björn Åström ISBN: ISBN 91-7269-680-X Anime-episoder som täcks av volymen: - 1. The Girl Who Overcame Time... and the Boy Who Was Just Overcome - 2. Seekers of the Sacred Jewel - 3. Down the Rabbit Hole and Back Again - 4. Yura of the Demon-Hair (början) |
| 2. Inu Yashas återuppståndelse | Utgiven: 2005 Översättning: Björn Åström ISBN: ISBN 91-7269-680-X Anime-episoder som täcks av volymen: - 1. The Girl Who Overcame Time... and the Boy Who Was Just Overcome - 2. Seekers of the Sacred Jewel - 3. Down the Rabbit Hole and Back Again - 4. Yura of the Demon-Hair (början) |
| 3. De som är ute efter juvelen | Utgiven: 2005 Översättning: Björn Åström ISBN: ISBN 91-7269-680-X Anime-episoder som täcks av volymen: - 1. The Girl Who Overcame Time... and the Boy Who Was Just Overcome - 2. Seekers of the Sacred Jewel - 3. Down the Rabbit Hole and Back Again - 4. Yura of the Demon-Hair (början) |
| 4. Likdansarkråkan | Utgiven: 2005 Översättning: Björn Åström ISBN: ISBN 91-7269-680-X Anime-episoder som täcks av volymen: - 1. The Girl Who Overcame Time... and the Boy Who Was Just Overcome - 2. Seekers of the Sacred Jewel - 3. Down the Rabbit Hole and Back Again - 4. Yura of the Demon-Hair (början) |
| 5. Kagomes Pil | Utgiven: 2005 Översättning: Björn Åström ISBN: ISBN 91-7269-680-X Anime-episoder som täcks av volymen: - 1. The Girl Who Overcame Time... and the Boy Who Was Just Overcome - 2. Seekers of the Sacred Jewel - 3. Down the Rabbit Hole and Back Again - 4. Yura of the Demon-Hair (början) |
| 6. Yura av det inverterade håret | Utgiven: 2005 Översättning: Björn Åström ISBN: ISBN 91-7269-680-X Anime-episoder som täcks av volymen: - 1. The Girl Who Overcame Time... and the Boy Who Was Just Overcome - 2. Seekers of the Sacred Jewel - 3. Down the Rabbit Hole and Back Again - 4. Yura of the Demon-Hair (början) |
| 7. Benätarens brunn | Utgiven: 2005 Översättning: Björn Åström ISBN: ISBN 91-7269-680-X Anime-episoder som täcks av volymen: - 1. The Girl Who Overcame Time... and the Boy Who Was Just Overcome - 2. Seekers of the Sacred Jewel - 3. Down the Rabbit Hole and Back Again - 4. Yura of the Demon-Hair (början) |
| 8. Tillbakaresa | Utgiven: 2005 Översättning: Björn Åström ISBN: ISBN 91-7269-680-X Anime-episoder som täcks av volymen: - 1. The Girl Who Overcame Time... and the Boy Who Was Just Overcome - 2. Seekers of the Sacred Jewel - 3. Down the Rabbit Hole and Back Again - 4. Yura of the Demon-Hair (början) |
| Handling: | |
| Högstadieflickan Kagome faller genom en brunn och hamnar i Sengoku-perioden i Japan. Där träffar hon hunddemonen Inu Yasha och tillsammans påbörjar de sökandet efter den berömda Shikon-juvelen. | |

### Volym 2
| Kapitel | Volym info |
| --- | --- |
| 9. Yuras näste | Utgiven: 2005 Översättning: Björn Åström ISBN: ISBN 91-7269-681-8 Anime-episoder som täcks av volymen: - 4. Yura of the Demon-Hair (slutet) - 5. Aristocratic Assassin, Sesshomaru - 6. Tessaiga, the Phantom Sword - 7. Showdown! InuYasha vs. Sesshomaru |
| 10. Dilemma | Utgiven: 2005 Översättning: Björn Åström ISBN: ISBN 91-7269-681-8 Anime-episoder som täcks av volymen: - 4. Yura of the Demon-Hair (slutet) - 5. Aristocratic Assassin, Sesshomaru - 6. Tessaiga, the Phantom Sword - 7. Showdown! InuYasha vs. Sesshomaru |
| 11. Överförd själ | Utgiven: 2005 Översättning: Björn Åström ISBN: ISBN 91-7269-681-8 Anime-episoder som täcks av volymen: - 4. Yura of the Demon-Hair (slutet) - 5. Aristocratic Assassin, Sesshomaru - 6. Tessaiga, the Phantom Sword - 7. Showdown! InuYasha vs. Sesshomaru |
| 12. Halvdemon | Utgiven: 2005 Översättning: Björn Åström ISBN: ISBN 91-7269-681-8 Anime-episoder som täcks av volymen: - 4. Yura of the Demon-Hair (slutet) - 5. Aristocratic Assassin, Sesshomaru - 6. Tessaiga, the Phantom Sword - 7. Showdown! InuYasha vs. Sesshomaru |
| 13. En mors ansikte | Utgiven: 2005 Översättning: Björn Åström ISBN: ISBN 91-7269-681-8 Anime-episoder som täcks av volymen: - 4. Yura of the Demon-Hair (slutet) - 5. Aristocratic Assassin, Sesshomaru - 6. Tessaiga, the Phantom Sword - 7. Showdown! InuYasha vs. Sesshomaru |
| 14. Mu Onna | Utgiven: 2005 Översättning: Björn Åström ISBN: ISBN 91-7269-681-8 Anime-episoder som täcks av volymen: - 4. Yura of the Demon-Hair (slutet) - 5. Aristocratic Assassin, Sesshomaru - 6. Tessaiga, the Phantom Sword - 7. Showdown! InuYasha vs. Sesshomaru |
| 15. Svart pärla | Utgiven: 2005 Översättning: Björn Åström ISBN: ISBN 91-7269-681-8 Anime-episoder som täcks av volymen: - 4. Yura of the Demon-Hair (slutet) - 5. Aristocratic Assassin, Sesshomaru - 6. Tessaiga, the Phantom Sword - 7. Showdown! InuYasha vs. Sesshomaru |
| 16. Tetsusaiga | Utgiven: 2005 Översättning: Björn Åström ISBN: ISBN 91-7269-681-8 Anime-episoder som täcks av volymen: - 4. Yura of the Demon-Hair (slutet) - 5. Aristocratic Assassin, Sesshomaru - 6. Tessaiga, the Phantom Sword - 7. Showdown! InuYasha vs. Sesshomaru |
| 17. Förvandling | |
| 18. Memento | |
| Handling: | |
| Inu Yashas halvbror Sesshomaru är ute efter svärdet Tetsusaiga som deras far tillverkade och Inu Yasha försöker stoppa honom. | |

### Volym 3
| Kapitel                       | Volym info |  |
| ----------------------------- | --- |  |
| 19. Mononokens slott          | Utgiven: 2005 Översättning: Björn Åström ISBN: ISBN 91-7269-682-6 Anime-episoder som täcks av volymen: - 8. The Toad Who Would Be Prince - 11. Terror of the Ancient Noh Mask - 9. Enter Shippo... Plus, The Amazing Thunder Brothers (början) |  |
| 20. Tsukumo-paddan            | Utgiven: 2005 Översättning: Björn Åström ISBN: ISBN 91-7269-682-6 Anime-episoder som täcks av volymen: - 8. The Toad Who Would Be Prince - 11. Terror of the Ancient Noh Mask - 9. Enter Shippo... Plus, The Amazing Thunder Brothers (början) |  |
| 21. Det återstående hjärtat   | Utgiven: 2005 Översättning: Björn Åström ISBN: ISBN 91-7269-682-6 Anime-episoder som täcks av volymen: - 8. The Toad Who Would Be Prince - 11. Terror of the Ancient Noh Mask - 9. Enter Shippo... Plus, The Amazing Thunder Brothers (början) |  |
| 22. Be för sitt liv           | Utgiven: 2005 Översättning: Björn Åström ISBN: ISBN 91-7269-682-6 Anime-episoder som täcks av volymen: - 8. The Toad Who Would Be Prince - 11. Terror of the Ancient Noh Mask - 9. Enter Shippo... Plus, The Amazing Thunder Brothers (början) |  |
| 23. Den köttfästande masken   | Utgiven: 2005 Översättning: Björn Åström ISBN: ISBN 91-7269-682-6 Anime-episoder som täcks av volymen: - 8. The Toad Who Would Be Prince - 11. Terror of the Ancient Noh Mask - 9. Enter Shippo... Plus, The Amazing Thunder Brothers (början) |  |
| 24. Trasig Kropp              | Utgiven: 2005 Översättning: Björn Åström ISBN: ISBN 91-7269-682-6 Anime-episoder som täcks av volymen: - 8. The Toad Who Would Be Prince - 11. Terror of the Ancient Noh Mask - 9. Enter Shippo... Plus, The Amazing Thunder Brothers (början) |  |
| 25. Den människoätande masken | Utgiven: 2005 Översättning: Björn Åström ISBN: ISBN 91-7269-682-6 Anime-episoder som täcks av volymen: - 8. The Toad Who Would Be Prince - 11. Terror of the Ancient Noh Mask - 9. Enter Shippo... Plus, The Amazing Thunder Brothers (början) |  |
| 26. Jag räddar dig, men...    | Utgiven: 2005 Översättning: Björn Åström ISBN: ISBN 91-7269-682-6 Anime-episoder som täcks av volymen: - 8. The Toad Who Would Be Prince - 11. Terror of the Ancient Noh Mask - 9. Enter Shippo... Plus, The Amazing Thunder Brothers (början) |  |
| 27. Delad                     | |  |
| 28. Kitsune-eld               | |  |
| Handling:                     | |  |
|                               | |  |

### Volym 4
| Kapitel                         | Volym info |  |
| ------------------------------- | --- |  |
| 29. Raijuu-bröderna             | Utgiven: 2005 Översättning: Björn Åström ISBN: ISBN 91-7269-683-4 Anime-episoder som täcks av volymen: - 9. Enter Shippo... Plus, The Amazing Thunder Brothers (ending) - 10. Phantom Showdown: The Thunder Brothers vs. Tessaiga - 12. The Soul Piper and the Mischievous Little Soul |  |
| 30. Den älskade flickan         | Utgiven: 2005 Översättning: Björn Åström ISBN: ISBN 91-7269-683-4 Anime-episoder som täcks av volymen: - 9. Enter Shippo... Plus, The Amazing Thunder Brothers (ending) - 10. Phantom Showdown: The Thunder Brothers vs. Tessaiga - 12. The Soul Piper and the Mischievous Little Soul |  |
| 31. Kagomes plan                | Utgiven: 2005 Översättning: Björn Åström ISBN: ISBN 91-7269-683-4 Anime-episoder som täcks av volymen: - 9. Enter Shippo... Plus, The Amazing Thunder Brothers (ending) - 10. Phantom Showdown: The Thunder Brothers vs. Tessaiga - 12. The Soul Piper and the Mischievous Little Soul |  |
| 32. Att äta demonkraft          | Utgiven: 2005 Översättning: Björn Åström ISBN: ISBN 91-7269-683-4 Anime-episoder som täcks av volymen: - 9. Enter Shippo... Plus, The Amazing Thunder Brothers (ending) - 10. Phantom Showdown: The Thunder Brothers vs. Tessaiga - 12. The Soul Piper and the Mischievous Little Soul |  |
| 33. Kasta bort skidan           | Utgiven: 2005 Översättning: Björn Åström ISBN: ISBN 91-7269-683-4 Anime-episoder som täcks av volymen: - 9. Enter Shippo... Plus, The Amazing Thunder Brothers (ending) - 10. Phantom Showdown: The Thunder Brothers vs. Tessaiga - 12. The Soul Piper and the Mischievous Little Soul |  |
| 34. Skidans kall                | Utgiven: 2005 Översättning: Björn Åström ISBN: ISBN 91-7269-683-4 Anime-episoder som täcks av volymen: - 9. Enter Shippo... Plus, The Amazing Thunder Brothers (ending) - 10. Phantom Showdown: The Thunder Brothers vs. Tessaiga - 12. The Soul Piper and the Mischievous Little Soul |  |
| 35. En liten ond ande           | Utgiven: 2005 Översättning: Björn Åström ISBN: ISBN 91-7269-683-4 Anime-episoder som täcks av volymen: - 9. Enter Shippo... Plus, The Amazing Thunder Brothers (ending) - 10. Phantom Showdown: The Thunder Brothers vs. Tessaiga - 12. The Soul Piper and the Mischievous Little Soul |  |
| 36. Till dess att ögonen öppnas | Utgiven: 2005 Översättning: Björn Åström ISBN: ISBN 91-7269-683-4 Anime-episoder som täcks av volymen: - 9. Enter Shippo... Plus, The Amazing Thunder Brothers (ending) - 10. Phantom Showdown: The Thunder Brothers vs. Tessaiga - 12. The Soul Piper and the Mischievous Little Soul |  |
| 37. Till helvetet               | |  |
| 38. Att lugna själen            | |  |
| Handling:                       | |  |
|                                 | |  |

### Volym 5
| Kapitel                   | Volym info |  |
| ------------------------- | --- |  |
| 39. Kumogashira           | Utgiven: 2006 Översättning: Björn Åström ISBN: ISBN 91-7269-684-2 Anime-episoder som täcks av volymen: - 13. The Mystery of the New Moon and the Black-haired InuYasha - 14. Kikyo's Stolen Ashes - 15. Return of the Tragic Priestess, Kikyo (beginning) |  |
| 40. Nymåne                | Utgiven: 2006 Översättning: Björn Åström ISBN: ISBN 91-7269-684-2 Anime-episoder som täcks av volymen: - 13. The Mystery of the New Moon and the Black-haired InuYasha - 14. Kikyo's Stolen Ashes - 15. Return of the Tragic Priestess, Kikyo (beginning) |  |
| 41. Spindelns nät         | Utgiven: 2006 Översättning: Björn Åström ISBN: ISBN 91-7269-684-2 Anime-episoder som täcks av volymen: - 13. The Mystery of the New Moon and the Black-haired InuYasha - 14. Kikyo's Stolen Ashes - 15. Return of the Tragic Priestess, Kikyo (beginning) |  |
| 42. Innanför barriären    | Utgiven: 2006 Översättning: Björn Åström ISBN: ISBN 91-7269-684-2 Anime-episoder som täcks av volymen: - 13. The Mystery of the New Moon and the Black-haired InuYasha - 14. Kikyo's Stolen Ashes - 15. Return of the Tragic Priestess, Kikyo (beginning) |  |
| 43. Inu Yasha lever igen! | Utgiven: 2006 Översättning: Björn Åström ISBN: ISBN 91-7269-684-2 Anime-episoder som täcks av volymen: - 13. The Mystery of the New Moon and the Black-haired InuYasha - 14. Kikyo's Stolen Ashes - 15. Return of the Tragic Priestess, Kikyo (beginning) |  |
| 44. Där delarna finns     | Utgiven: 2006 Översättning: Björn Åström ISBN: ISBN 91-7269-684-2 Anime-episoder som täcks av volymen: - 13. The Mystery of the New Moon and the Black-haired InuYasha - 14. Kikyo's Stolen Ashes - 15. Return of the Tragic Priestess, Kikyo (beginning) |  |
| 45. Ben och jord          | Utgiven: 2006 Översättning: Björn Åström ISBN: ISBN 91-7269-684-2 Anime-episoder som täcks av volymen: - 13. The Mystery of the New Moon and the Black-haired InuYasha - 14. Kikyo's Stolen Ashes - 15. Return of the Tragic Priestess, Kikyo (beginning) |  |
| 46. Tomt skal             | Utgiven: 2006 Översättning: Björn Åström ISBN: ISBN 91-7269-684-2 Anime-episoder som täcks av volymen: - 13. The Mystery of the New Moon and the Black-haired InuYasha - 14. Kikyo's Stolen Ashes - 15. Return of the Tragic Priestess, Kikyo (beginning) |  |
| 47. Bortstötning          | |  |
| 48. Förräderi             | |  |
| Handling:                 | |  |
|                           | |  |

### Volym 6
| Kapitel                    | Volym info |  |
| -------------------------- | --- |  |
| 49. Hat                    | Utgiven: 2006 Översättning: Björn Åström ISBN: ISBN 91-7269-685-0 Anime-episoder som täcks av volymen: - 15. Return of the Tragic Priestess, Kikyo (början) - 16. Mystical Hand of the Amorous Monk, Miroku - 17. Cursed Ink of the Hell-Painter |  |
| 50. Den delade själen      | Utgiven: 2006 Översättning: Björn Åström ISBN: ISBN 91-7269-685-0 Anime-episoder som täcks av volymen: - 15. Return of the Tragic Priestess, Kikyo (början) - 16. Mystical Hand of the Amorous Monk, Miroku - 17. Cursed Ink of the Hell-Painter |  |
| 51. En värsting till präst | Utgiven: 2006 Översättning: Björn Åström ISBN: ISBN 91-7269-685-0 Anime-episoder som täcks av volymen: - 15. Return of the Tragic Priestess, Kikyo (början) - 16. Mystical Hand of the Amorous Monk, Miroku - 17. Cursed Ink of the Hell-Painter |  |
| 52. Juveltjuven            | Utgiven: 2006 Översättning: Björn Åström ISBN: ISBN 91-7269-685-0 Anime-episoder som täcks av volymen: - 15. Return of the Tragic Priestess, Kikyo (början) - 16. Mystical Hand of the Amorous Monk, Miroku - 17. Cursed Ink of the Hell-Painter |  |
| 53. Vindreva               | Utgiven: 2006 Översättning: Björn Åström ISBN: ISBN 91-7269-685-0 Anime-episoder som täcks av volymen: - 15. Return of the Tragic Priestess, Kikyo (början) - 16. Mystical Hand of the Amorous Monk, Miroku - 17. Cursed Ink of the Hell-Painter |  |
| 54. Den förbannade handen  | Utgiven: 2006 Översättning: Björn Åström ISBN: ISBN 91-7269-685-0 Anime-episoder som täcks av volymen: - 15. Return of the Tragic Priestess, Kikyo (början) - 16. Mystical Hand of the Amorous Monk, Miroku - 17. Cursed Ink of the Hell-Painter |  |
| 55. Fickdemoner            | Utgiven: 2006 Översättning: Björn Åström ISBN: ISBN 91-7269-685-0 Anime-episoder som täcks av volymen: - 15. Return of the Tragic Priestess, Kikyo (början) - 16. Mystical Hand of the Amorous Monk, Miroku - 17. Cursed Ink of the Hell-Painter |  |
| 56. Demonstyrning          | Utgiven: 2006 Översättning: Björn Åström ISBN: ISBN 91-7269-685-0 Anime-episoder som täcks av volymen: - 15. Return of the Tragic Priestess, Kikyo (början) - 16. Mystical Hand of the Amorous Monk, Miroku - 17. Cursed Ink of the Hell-Painter |  |
| 57. En konstnärs dröm      | |  |
| 58. Befläckat bläck        | |  |
| Handling:                  | |  |
|                            | |  |

### Volym 7
| Kapitel                     | Volym info |  |
| --------------------------- | --- |  |
| 59. Lånad arm               | Utgiven: 2006 Översättning: Björn Åström ISBN: ISBN 91-7269-686-9 Anime-episoder som täcks av volymen: - 18. Naraku and Sesshomaru Join Forces - 19. Go Home To Your Own Time, Kagome! - 20. Despicable Villain! The Mystery of Onigumo! (början) |  |
| 60. Tessaigas kraft         | Utgiven: 2006 Översättning: Björn Åström ISBN: ISBN 91-7269-686-9 Anime-episoder som täcks av volymen: - 18. Naraku and Sesshomaru Join Forces - 19. Go Home To Your Own Time, Kagome! - 20. Despicable Villain! The Mystery of Onigumo! (början) |  |
| 61. Saimyôshô               | Utgiven: 2006 Översättning: Björn Åström ISBN: ISBN 91-7269-686-9 Anime-episoder som täcks av volymen: - 18. Naraku and Sesshomaru Join Forces - 19. Go Home To Your Own Time, Kagome! - 20. Despicable Villain! The Mystery of Onigumo! (början) |  |
| 62. Stjäl armen             | Utgiven: 2006 Översättning: Björn Åström ISBN: ISBN 91-7269-686-9 Anime-episoder som täcks av volymen: - 18. Naraku and Sesshomaru Join Forces - 19. Go Home To Your Own Time, Kagome! - 20. Despicable Villain! The Mystery of Onigumo! (början) |  |
| 63. Återtagande             | Utgiven: 2006 Översättning: Björn Åström ISBN: ISBN 91-7269-686-9 Anime-episoder som täcks av volymen: - 18. Naraku and Sesshomaru Join Forces - 19. Go Home To Your Own Time, Kagome! - 20. Despicable Villain! The Mystery of Onigumo! (början) |  |
| 64. Avsked                  | Utgiven: 2006 Översättning: Björn Åström ISBN: ISBN 91-7269-686-9 Anime-episoder som täcks av volymen: - 18. Naraku and Sesshomaru Join Forces - 19. Go Home To Your Own Time, Kagome! - 20. Despicable Villain! The Mystery of Onigumo! (början) |  |
| 65. Onigumo                 | Utgiven: 2006 Översättning: Björn Åström ISBN: ISBN 91-7269-686-9 Anime-episoder som täcks av volymen: - 18. Naraku and Sesshomaru Join Forces - 19. Go Home To Your Own Time, Kagome! - 20. Despicable Villain! The Mystery of Onigumo! (början) |  |
| 66. Ondskans spår           | Utgiven: 2006 Översättning: Björn Åström ISBN: ISBN 91-7269-686-9 Anime-episoder som täcks av volymen: - 18. Naraku and Sesshomaru Join Forces - 19. Go Home To Your Own Time, Kagome! - 20. Despicable Villain! The Mystery of Onigumo! (början) |  |
| 67. Två tider               | |  |
| 68. Den nedbrutna barriären | |  |
| Handling:                   | |  |
|                             | |  |

### Volym 8
| Kapitel                     | Volym info |  |
| --------------------------- | --- |  |
| 69. Signal                  | Utgiven: 2006 Översättning: Björn Åström ISBN: ISBN 91-7269-731-8 Anime-episoder som täcks av volymen: - 20. Despicable Villain! The Mystery of Onigumo! (slutet) - 21. Naraku's True Identity Unveiled - 22. A Wicked Smile; Kikyo's Wandering Soul - 23. Kagome's Voice and Kikyo's Kiss |  |
| 70. Vi möts igen            | Utgiven: 2006 Översättning: Björn Åström ISBN: ISBN 91-7269-731-8 Anime-episoder som täcks av volymen: - 20. Despicable Villain! The Mystery of Onigumo! (slutet) - 21. Naraku's True Identity Unveiled - 22. A Wicked Smile; Kikyo's Wandering Soul - 23. Kagome's Voice and Kikyo's Kiss |  |
| 71. Naraku                  | Utgiven: 2006 Översättning: Björn Åström ISBN: ISBN 91-7269-731-8 Anime-episoder som täcks av volymen: - 20. Despicable Villain! The Mystery of Onigumo! (slutet) - 21. Naraku's True Identity Unveiled - 22. A Wicked Smile; Kikyo's Wandering Soul - 23. Kagome's Voice and Kikyo's Kiss |  |
| 72. Märke                   | Utgiven: 2006 Översättning: Björn Åström ISBN: ISBN 91-7269-731-8 Anime-episoder som täcks av volymen: - 20. Despicable Villain! The Mystery of Onigumo! (slutet) - 21. Naraku's True Identity Unveiled - 22. A Wicked Smile; Kikyo's Wandering Soul - 23. Kagome's Voice and Kikyo's Kiss |  |
| 73. Döda själar             | Utgiven: 2006 Översättning: Björn Åström ISBN: ISBN 91-7269-731-8 Anime-episoder som täcks av volymen: - 20. Despicable Villain! The Mystery of Onigumo! (slutet) - 21. Naraku's True Identity Unveiled - 22. A Wicked Smile; Kikyo's Wandering Soul - 23. Kagome's Voice and Kikyo's Kiss |  |
| 74. En själ bortom räddning | Utgiven: 2006 Översättning: Björn Åström ISBN: ISBN 91-7269-731-8 Anime-episoder som täcks av volymen: - 20. Despicable Villain! The Mystery of Onigumo! (slutet) - 21. Naraku's True Identity Unveiled - 22. A Wicked Smile; Kikyo's Wandering Soul - 23. Kagome's Voice and Kikyo's Kiss |  |
| 75. Kikyôs barriär          | Utgiven: 2006 Översättning: Björn Åström ISBN: ISBN 91-7269-731-8 Anime-episoder som täcks av volymen: - 20. Despicable Villain! The Mystery of Onigumo! (slutet) - 21. Naraku's True Identity Unveiled - 22. A Wicked Smile; Kikyo's Wandering Soul - 23. Kagome's Voice and Kikyo's Kiss |  |
| 76. Doften av död           | Utgiven: 2006 Översättning: Björn Åström ISBN: ISBN 91-7269-731-8 Anime-episoder som täcks av volymen: - 20. Despicable Villain! The Mystery of Onigumo! (slutet) - 21. Naraku's True Identity Unveiled - 22. A Wicked Smile; Kikyo's Wandering Soul - 23. Kagome's Voice and Kikyo's Kiss |  |
| 77. Kagomes röst            | |  |
| 78. Doften av ömhet         | |  |
| Handling:                   | |  |
|                             | |  |

### Volym 9
| Kapitel                   | Volym info |  |
| ------------------------- | --- |  |
| 79. Ninmenka              | Utgiven: 2006 Översättning: Björn Åström ISBN: ISBN 91-7269-732-6 Anime-episoder som täcks av volymen: - 57. Fateful Night in Togenkyo (Del 1) - 58. Fateful Night in Togenkyo (Del 2) - 24. Enter Sango the Demon Slayer! |  |
| 80. Miniatyrträdgård      | Utgiven: 2006 Översättning: Björn Åström ISBN: ISBN 91-7269-732-6 Anime-episoder som täcks av volymen: - 57. Fateful Night in Togenkyo (Del 1) - 58. Fateful Night in Togenkyo (Del 2) - 24. Enter Sango the Demon Slayer! |  |
| 81. Ljuset inne i magen   | Utgiven: 2006 Översättning: Björn Åström ISBN: ISBN 91-7269-732-6 Anime-episoder som täcks av volymen: - 57. Fateful Night in Togenkyo (Del 1) - 58. Fateful Night in Togenkyo (Del 2) - 24. Enter Sango the Demon Slayer! |  |
| 82. Toukajins kök         | Utgiven: 2006 Översättning: Björn Åström ISBN: ISBN 91-7269-732-6 Anime-episoder som täcks av volymen: - 57. Fateful Night in Togenkyo (Del 1) - 58. Fateful Night in Togenkyo (Del 2) - 24. Enter Sango the Demon Slayer! |  |
| 83. Eremitens medicin     | Utgiven: 2006 Översättning: Björn Åström ISBN: ISBN 91-7269-732-6 Anime-episoder som täcks av volymen: - 57. Fateful Night in Togenkyo (Del 1) - 58. Fateful Night in Togenkyo (Del 2) - 24. Enter Sango the Demon Slayer! |  |
| 84. Den förvandlade bågen | Utgiven: 2006 Översättning: Björn Åström ISBN: ISBN 91-7269-732-6 Anime-episoder som täcks av volymen: - 57. Fateful Night in Togenkyo (Del 1) - 58. Fateful Night in Togenkyo (Del 2) - 24. Enter Sango the Demon Slayer! |  |
| 85. Inu Yashas känslor    | Utgiven: 2006 Översättning: Björn Åström ISBN: ISBN 91-7269-732-6 Anime-episoder som täcks av volymen: - 57. Fateful Night in Togenkyo (Del 1) - 58. Fateful Night in Togenkyo (Del 2) - 24. Enter Sango the Demon Slayer! |  |
| 86. Utrotare              | Utgiven: 2006 Översättning: Björn Åström ISBN: ISBN 91-7269-732-6 Anime-episoder som täcks av volymen: - 57. Fateful Night in Togenkyo (Del 1) - 58. Fateful Night in Togenkyo (Del 2) - 24. Enter Sango the Demon Slayer! |  |
| 87. Fälla                 | |  |
| 88. Inne i fortet         | |  |
| Handling:                 | |  |
|                           | |  |

### Volym 10
| Kapitel                 | Volym info |  |
| ----------------------- | --- |  |
| 89. Mumie               | Utgiven: 2006 Översättning: Björn Åström ISBN: ISBN 91-7269-757-1 Anime-episoder som täcks av volymen: - 25. Naraku's Insidious Plot - 26. The Secret of the Jewel of Four Souls Revealed - 27. The Lake of the Evil Water God (början) |  |
| 90. Fiende              | Utgiven: 2006 Översättning: Björn Åström ISBN: ISBN 91-7269-757-1 Anime-episoder som täcks av volymen: - 25. Naraku's Insidious Plot - 26. The Secret of the Jewel of Four Souls Revealed - 27. The Lake of the Evil Water God (början) |  |
| 91. Tvivel              | Utgiven: 2006 Översättning: Björn Åström ISBN: ISBN 91-7269-757-1 Anime-episoder som täcks av volymen: - 25. Naraku's Insidious Plot - 26. The Secret of the Jewel of Four Souls Revealed - 27. The Lake of the Evil Water God (början) |  |
| 92. Planen              | Utgiven: 2006 Översättning: Björn Åström ISBN: ISBN 91-7269-757-1 Anime-episoder som täcks av volymen: - 25. Naraku's Insidious Plot - 26. The Secret of the Jewel of Four Souls Revealed - 27. The Lake of the Evil Water God (början) |  |
| 93. Marionett           | Utgiven: 2006 Översättning: Björn Åström ISBN: ISBN 91-7269-757-1 Anime-episoder som täcks av volymen: - 25. Naraku's Insidious Plot - 26. The Secret of the Jewel of Four Souls Revealed - 27. The Lake of the Evil Water God (början) |  |
| 94. Juvelens födelse    | Utgiven: 2006 Översättning: Björn Åström ISBN: ISBN 91-7269-757-1 Anime-episoder som täcks av volymen: - 25. Naraku's Insidious Plot - 26. The Secret of the Jewel of Four Souls Revealed - 27. The Lake of the Evil Water God (början) |  |
| 95. Suijin              | Utgiven: 2006 Översättning: Björn Åström ISBN: ISBN 91-7269-757-1 Anime-episoder som täcks av volymen: - 25. Naraku's Insidious Plot - 26. The Secret of the Jewel of Four Souls Revealed - 27. The Lake of the Evil Water God (början) |  |
| 96. Heligt vapen        | Utgiven: 2006 Översättning: Björn Åström ISBN: ISBN 91-7269-757-1 Anime-episoder som täcks av volymen: - 25. Naraku's Insidious Plot - 26. The Secret of the Jewel of Four Souls Revealed - 27. The Lake of the Evil Water God (början) |  |
| 97. Gudens sanna färger | |  |
| 98. Den riktiga Suijin  | |  |
| Handling:               | |  |
|                         | |  |

### Volym 11
| Kapitel                           | Volym info |  |
| --------------------------------- | --- |  |
| 99. Virvelvind                    | Utgiven: 2006 Översättning: Björn Åström ISBN: ISBN 91-7269-758-X Anime-episoder som täcks av volymen: - 27. The Lake of the Evil Water God (slutet) - 28. Miroku Falls Into a Dangerous Trap - 29. Sango's Suffering and Kohaku's Life |  |
| 100. Ormens straff                | Utgiven: 2006 Översättning: Björn Åström ISBN: ISBN 91-7269-758-X Anime-episoder som täcks av volymen: - 27. The Lake of the Evil Water God (slutet) - 28. Miroku Falls Into a Dangerous Trap - 29. Sango's Suffering and Kohaku's Life |  |
| 101. Vindrevans sår               | Utgiven: 2006 Översättning: Björn Åström ISBN: ISBN 91-7269-758-X Anime-episoder som täcks av volymen: - 27. The Lake of the Evil Water God (slutet) - 28. Miroku Falls Into a Dangerous Trap - 29. Sango's Suffering and Kohaku's Life |  |
| 102. Mushins tempel               | Utgiven: 2006 Översättning: Björn Åström ISBN: ISBN 91-7269-758-X Anime-episoder som täcks av volymen: - 27. The Lake of the Evil Water God (slutet) - 28. Miroku Falls Into a Dangerous Trap - 29. Sango's Suffering and Kohaku's Life |  |
| 103. Rädda Miroku                 | Utgiven: 2006 Översättning: Björn Åström ISBN: ISBN 91-7269-758-X Anime-episoder som täcks av volymen: - 27. The Lake of the Evil Water God (slutet) - 28. Miroku Falls Into a Dangerous Trap - 29. Sango's Suffering and Kohaku's Life |  |
| 104. Kokochuu (Maskburksinsekter) | Utgiven: 2006 Översättning: Björn Åström ISBN: ISBN 91-7269-758-X Anime-episoder som täcks av volymen: - 27. The Lake of the Evil Water God (slutet) - 28. Miroku Falls Into a Dangerous Trap - 29. Sango's Suffering and Kohaku's Life |  |
| 105. Mirokus Livslängd            | Utgiven: 2006 Översättning: Björn Åström ISBN: ISBN 91-7269-758-X Anime-episoder som täcks av volymen: - 27. The Lake of the Evil Water God (slutet) - 28. Miroku Falls Into a Dangerous Trap - 29. Sango's Suffering and Kohaku's Life |  |
| 106. Kohaku                       | Utgiven: 2006 Översättning: Björn Åström ISBN: ISBN 91-7269-758-X Anime-episoder som täcks av volymen: - 27. The Lake of the Evil Water God (slutet) - 28. Miroku Falls Into a Dangerous Trap - 29. Sango's Suffering and Kohaku's Life |  |
| 107. Kohakus liv                  | |  |
| 108. Sangos förräderi             | |  |
| Handling:                         | |  |
|                                   | |  |